# Neuseeländische Limited-Overs-Cricket-Meisterschaft
Die neuseeländische Limited-Overs-Cricket-Meisterschaft ist ein One-Day-Cricket-Wettbewerb mit List-A-Status, der von neuseeländischen First-Class-Countys ausgetragen wird. Er wird seit seiner Einführung in der Saison 1971/72 unter unterschiedlichen Bezeichnungen ausgeführt.

## Mannschaften
| Team               | Franchise-Name          | Distrikt(e)                                          | Heimstadion     | Teilnahme seit |
| ------------------ | ----------------------- | ---------------------------------------------------- | --------------- | -------------- |
| Auckland           | Auckland Aces           | Auckland                                             | Eden Park       | 1971/72        |
| Canterbury         | Canterbury Wizards      | Canterbury                                           | Hagley Oval     | 1971/72        |
| Central Districts  | Central Districts Stags | Hawke’s Bay, Taranaki, Manawatu, Nelson, Marlborough | McLean Park     | 1971/72        |
| Northern Districts | Northern Knights        | Northland, Bay of Plenty, Waikato, Gisborne          | Seddon Park     | 1971/72        |
| Otago              | Otago Volts             | Otago, Southland                                     | University Oval | 1971/72        |
| Wellington         | Wellington Firebirds    | Wellington                                           | Basin Reserve   | 1971/72        |

## Bezeichnungen des Wettbewerbes
- Ford Trophy (seit 2011/12)
- New Zealand Cricket one-day competition (2009/10–2010/11)
- State Shield (2001/02–2008/09)
- Shell Cup (1980/81–2000/01)
- National Knock-Out (1979/80)
- Gillette Cup (1977/78–1978/79)
- New Zealand Motor Corporation Knock-Out (1971/72–1976/77)

## Sieger
| - 2019/20 Auckland Aces - 2018/19 Wellington Firebirds - 2017/18 Auckland Aces - 2016/17 Central Districts Stags - 2015/16 Central Districts Stags - 2014/15 Central Districts Stags - 2013/14 Wellington Firebirds - 2012/13 Auckland Aces - 2011/12 Central Districts Stags - 2010/11 Auckland Aces - 2009/10 Northern District Knights - 2008/09 Northern District Knights - 2007/08 Otago Volts - 2006/07 Auckland Aces - 2005/06 Canterbury Wizards - 2004/05 Northern District Knights - 2003/04 Central Districts Stags | - 2002/03 Northern District Knights - 2001/02 Wellington Firebirds - 2000/01 Central Districts Stags - 1999/00 Canterbury Wizards - 1998/99 Canterbury Wizards - 1997/98 Northern Districts - 1996/97 Canterbury - 1995/96 Canterbury - 1994/95 Northern Districts - 1993/94 Canterbury - 1992/93 Canterbury - 1991/92 Canterbury - 1990/91 Wellington - 1989/90 Auckland - 1988/89 Wellington - 1987/88 Otago | - 1986/87 Auckland - 1985/86 Canterbury - 1984/85 Central Districts - 1983/84 Auckland - 1982/83 Auckland - 1981/82 Wellington - 1980/81 Auckland - 1979/80 Northern Districts - 1978/79 Auckland - 1977/78 Canterbury - 1976/77 Canterbury - 1975/76 Canterbury - 1974/75 Wellington - 1973/74 Wellington - 1972/73 Auckland - 1971/72 Canterbury |

## Siege nach Team
- Canterbury 13
- Auckland 12
- Central Districts 7
- Northern Districts 7
- Wellington 8
- Otago 2